# Doba oběhu
Doba oběhu neboli perioda oběhu, též oběžná doba je jedním z alternativních elementů dráhy, popisujících pohyb kosmického tělesa (přirozeného, např. planety, komety apod., nebo umělého) v kosmickém prostoru. Značí se P a vyjadřuje se v časových jednotkách; u přirozených kosmických těles, zejména planet ve Sluneční soustavě, se používá nejčastěji jednotky den (vnitřní planety, Měsíc…) nebo rok (vnější planety, komety…). U umělých družic Země se nejčastěji užívá jednotky minuta (min).

## Charakteristika
V případě nerušeného pohybu kosmických těles (v zjednodušené úloze dvou těles) existuje pro eliptické (a kruhové) dráhy jediná doba oběhu, která je vázána k hodnotě velké poloosy dráhy podle 3. Keplerova zákona. Doba oběhu P je rovna
{\displaystyle P=2\pi {\sqrt {\frac {a^{3}}{\mu }}}},
kde a je velká poloosa a μ je gravitační parametr centrálního tělesa.
Doba oběhu P je dále vázána na střední denní pohyb, resp. střední pohyb za jednotku času n podle vztahu
{\displaystyle P={\frac {2\pi }{n}}}
pro střední denní pohyb n vyjádřený v radiánech za jednotku času, resp.
{\displaystyle P={\frac {360}{n}}}
pro střední denní pohyb n vyjádřený ve stupních za jednotku času, resp.
{\displaystyle P={\frac {1}{n}}}
pro střední denní pohyb n vyjádřený v plném úhlu, tedy v obězích za jednotku času.

## Periody vztahující se k době oběhu
V reálném případě úlohy n-těles (např. oběh planet kolem Slunce nebo Měsíce kolem Země), kdy dochází ke stálé změně elementů dráhy, existuje celá řada různých period vztahujících se k době oběhu, a to podle toho, k čemu se opakování polohy obíhajícího tělesa vztahuje:
- siderická oběžná doba (perioda) (pravá oběžná doba), vzhledem k hvězdnému pozadí; Siderický měsíc je doba jednoho oběhu Měsíce kolem Země, bráno vzhledem ke hvězdám. Siderický měsíc trvá asi 27,3 dne.
- tropická perioda, mezi dvěma průchody tělesa jarním bodem;
- anomalistická perioda, mezi dvěma průchody periapsidou (pericentrem);
- drakonická perioda, k výstupnému uzlu dráhy nebo k sestupnému uzlu  dráhy;
- Synodická perioda, u planet, planetek a komet mezi dvěma po sobě následujícími konjunkcemi nebo opozicemi se Sluncem při pozorování ze Země, u měsíců planet při pozorování z příslušné planety. V této souvislosti se používá termín Synodický měsíc či lunace, což je doba mezi dvěma stejnými fázemi Měsíce, tak jak se jeví při pozorování ze Země. Synodický (lunární) měsíc trvá průměrně 29,530588 dne, jeho délka v průběhu roku kolísá mezi 29,27 a 29,83 dne.

Parabolické dráhy a hyperbolické dráhy jsou neperiodické; proto u nich nejsou periody (oběžné doby) definovány vůbec.